# Sanskritisering
Sanskritisering is het proces waarbij een stam of jati door middel van passing probeert toe te treden tot een hogere varna binnen het Indische kastenstelsel. Om deze opwaartse sociale mobiliteit te bewerkstelligen, worden gewoonten en rituelen gevolgd die bij deze hogere varna horen. De term is afkomstig van socioloog Mysore Narasimhachar Srinivas. Hij gaf de voorkeur aan sanskritisering boven brahmanisering, omdat de opwaartse mobiliteit niet alleen betrekking heeft op de varna van de brahmanen, maar ook die van de andere tweemaal-geborenen, de kshatriya's en de vaishya's.
Een definitie van Srinivas is:
Sanskritization is the process by which a “low” Hindu caste, or tribal or other group, changes its customs, ritual, ideology, and way of life in the direction of a high and frequently “twice-born” caste. Generally such changes are followed by a claim to a higher position in the caste hierarchy than that traditionally conceded to the claimant class by the local community.
Vanuit het brahmanisme hebben de brahmanen zich tot de dominante varna weten te vormen en in bredere zin zijn door deze brahmanisering zo hele gebieden toegetreden tot het brahmanisme. Deze vorm van acculturatie ging overigens ook gepaard met de aanpassing van het brahmanisme zelf, waarbij goden als Shiva en Vishnu werden geabsorbeerd door het brahmanisme.
Een vroege vorm van sanskritisering was die van de Kuru's, de stam die aan het einde van de Rigveda opdook. Tijdens de Kuru-reformatie werd zoveel mogelijk teruggegrepen op de oude rituelen uit de rigvedische tijd om de nieuwe shrauta-rituelen te legitimeren. Aan het einde van de vedische tijd legitimeerden de Videha zichzelf op deze manier door in een stichtingsmythe in de Shatapatha-Brahmana waarin koning Videgha Mathava bij zijn trek naar Videha begeleid werd door Gautama Rahugana, een purohita uit de Rigveda.
Vanaf de Indische campagne van Alexander de Grote kenden de brahmanen in het noordwesten een lange periode van tegenslag die hen tot een steeds meer gesloten groep maakte. In deze periode zetten zij zichzelf in hun werken neer als oppermachtig en hoewel brahmanen in werkelijkheid veelal een minder dominante rol speelden, versterkten de uitgevonden tradities niet alleen de ingebeelde gemeenschap, maar beïnvloedde het zelfbeeld en de levensstijl van de brahmanen ook de publieke perceptie. Het maakte dat andere groepen hierbij aansluiting zochten en deze levenswijze gingen navolgen, een imitatio brahmanae of sanskritisering. Een bijzonder voorbeeld daarvan zijn de Sakaldwipiya die als mleccha uit Perzië veracht zouden worden. Deze magi wisten echter toe te treden tot de brahmaanse orde door het verhaal te verspreiden dat zij afkomstig waren uit het verafgelegen mythische Shakdvipa.:121-132